# Nymphoides stygium
Nymphoides stygium är en vattenklöverväxtart som först beskrevs av John McConnell Black, och fick sitt nu gällande namn av Hj. Eichler. Nymphoides stygium ingår i släktet sjögullssläktet, och familjen vattenklöverväxter. Inga underarter finns listade i Catalogue of Life.